# Caroline Islands Air
Caroline Islands Air (CIA; bis 1997 Caroline Pacific Air) ist die staatliche und einzige aktive Fluggesellschaft der Föderierten Staaten von Mikronesien. 
Die Basis von CIA wurde im Mai 2020 vom Pohnpei International Airport zum Yap International Airport verlegt.

## Geschichte
Die Fluggesellschaft wurde im Jahr 1995 unter dem Namen Caroline Pacific Air von Brian Caldwell gegründet und nahm den Betrieb mit zwei betagten Beechcraft E18S (Kennzeichen: V6-CAA und V6-CAB) auf, die Mitte der 1950er Jahre gebaut worden waren. Im Jahr 1997 erhielt das Unternehmen, das zu diesem Zeitpunkt nur noch eine dieser Maschinen besaß, seinen heutigen Namen Caroline Islands Air. Im Folgejahr wurde die verbliebene Beechcraft E18S durch eine Britten-Norman BN-2 Islander ersetzt. Ihre zweite BN-2 Islander übernahm die Gesellschaft im April 2001, gefolgt von einer Beechcraft 65 Queen Air im August 2002.
Caroline Islands Air verfügt über keinen ICAO- oder IATA-Code, nimmt jedoch eine wichtige Stellung in der Versorgung der verschiedenen Inseln ein.
Seit 1995 werden Charterflugverbindungen im Inland angeboten. Die Aufnahme von internationalen Flügen nach Koror auf Palau ist (Stand Januar 2018) geplant.

## Flotte
Caroline Islands Air setzt Flugzeuge der Typen Britten-Norman BN-2 Islander sowie Hawker Beechcraft ein und übernahm im November 2017 eine fabrikneue chinesische Harbin Y-12.